# Teatre romà d'Ascoli Piceno
El Teatre romà d'Ascoli Piceno va ser descobert durant les excavacions realitzades el 1932, i novament el 1951 i el 1959, a Ascoli Piceno, (Marques) a Itàlia. La construcció es remunta al segle primer aC., amb renovacions i ampliacions posteriors. Les àrees que es destaquen en la construcció són: l'orquestra, i la càvea, destinada acollir el públic. El diàmetre màxim de 95 metres. L'edifici va ocaure després el 578 després de les invasions dels longobards. A l'edat mitjana va servir com a carrera o va ser utilitzats en forns de calç. Després de noves excavacions el 2008 es van reformar les ruïnes i s'hi ha tornat utilitzar-lo per espectacles des del 2010.